# 皮斯塔克山 (利馬大區)
10°32′29″S 76°52′25″W / 10.54139°S 76.87361°W
皮斯塔克山（Pishtac），是秘魯的山峰，位於該國中南部利馬大區，由卡哈坦博省的卡哈坦博區負責管轄，屬於安地斯山脈的一部分，海拔高度5,095米。